# Mojki
Mojki – wieś w Polsce położona w województwie podlaskim, w powiecie wysokomazowieckim, w gminie Kobylin-Borzymy.
W latach 1975–1998 miejscowość położona była w województwie łomżyńskim.
Wierni kościoła rzymskokatolickiego należą do parafii św. Stanisława Biskupa i Męczennika w Kobylinie-Borzymach.

## Historia
Wieś założona prawdopodobnie pod koniec wieku XIV, w czasie osadnictwa mazowieckiego na litewskim Podlasiu. W roku 1408 wzmiankowani Smiszko i Scibor de Moykowo z rodu Boleszczyce.
W I Rzeczypospolitej Mojki należały do ziemi bielskiej.
Niektórzy Mojkowscy, wymienieni w źródłach:
- Stanisław, syn Stanisława i Anny Kierzkowskiej, urodzony w Mojkach w roku 1742, żona Katarzyna
- Wojciech, syn Adama i Marianny Konopki, urodzony w roku 1786
- Wojciech, syn Adama i Elżbiety Czajkowskiej, urodzony w Mojkach w roku 1787
- Stanisław, syn Macieja i Anieli Stypułkowskiej, urodzony w Mojkach 15 listopada 1812 r., ślub w Sokołach 21 listopada 1831 r. z Marianną Weroniką Dworakowską
- Stanisław Adam, syn Stanisława po Jakubie i Katarzyny Jamiołkowskiej, urodzony w Mojkach w roku 1796. Żona Marianna Stypułkowska, córka Rocha po Tomaszu i Teresy Stypułkowskiej. Ślub w Kobylinie 14 października 1815 r.
- Stanisław Konstanty, syn Macieja i Anieli (Angeli) Stypułkowskiej, urodzony w Mojkach 14 listopada 1812 r., żona Marianna Dworakowska
- Wincenty, syn Macieja i Marianny, urodzony w 1826 roku
- Walery, syn Feliksa i Marianny Mojkowskiej, urodzony w Mojkach w roku 1874[9]

Pod koniec XIX w. wieś drobnoszlachecka, nad Śliną, powiat mazowiecki, gmina Piszczaty, parafia Kobylin. Zamieszkiwana przez Mojkowskich herbu Jastrzębiec.
W roku 1921 we wsi 12 budynków z przeznaczeniem mieszkalnym oraz 77 mieszkańców (39 mężczyzn i 38 kobiet). Wszyscy podali narodowość polską.
Obecnie żyją w Mojkach 2 rodziny Mojkowskich.

## Współcześnie
Nieopodal wsi znajduje się Narwiański Park Narodowy.